# Rangertraktor
 For alternative betydninger, se Traktor (flertydig). (Se også artikler, som begynder med Traktor)
En rangertraktor er et mindre rangerlokomotiv, som ikke nødvendigvis kræver uddannelse som lokomotivfører af føreren, men kan betjenes af stationsbetjente eller portører.
En rangertraktor anvendes til rangering af gods- og personvogne på større og mindre stationer.
I Danmark har både DSB og privatbaneerne anvendt rangertraktorer siden 1920'erne, hvor de afløste rangering med heste.

## Nyere rangertraktorer ved DSB
I 1951 og 1952 fik DSB leveret 6 rangertraktorer nr. 101-106 fra Ardelt-Werke, Krupp-Ardelt GmbH, Osnabrück, Tyskland, populært kaldet 'Ardelt-traktorerne'. 10 traktorer mere, nr. 107-116, leveredes i 1954. De var udstyret med 5-cylindrede MAN W5V dieselmotorer.
Lokomotivfabrikken Frichs i Århus leverede i 1955 og 1958-59 endnu en serie 'Ardelt', men i et lidt afvigende udseende og med Frichs dieselmotorer. Disse var nummereret 117-146.
I 1966 og 1968-69 byggede Frichs i alt 40 rangertraktorer nr. 251-290. Disse var en efterligning af en tysk konstruktion 'Köf', hvor bogstavkombinationen 'Köf' står for K = Kleinlokomotive (lille lokomotiv), ö = Öl (olie, drevet af dieselmotor til forskel fra damp eller andet) og f = Kraftübertragung mit Flüssigkeitsgetriebe (kraftoverførsel med væske)'. På dansk bliver traktorerne populært kaldet 'Køf' (undertiden 'Køff'), en omskrivning af den tyske betegnelse. Et andet kælenavn er 'fladlus', grundet den lave højde på konstruktionen.

## Privatbanerne
Siden 1980'erne har privatbanerne importeret en del brugte tyske rangertraktorer type 'Köf II' og 'Köf III'.